# UCI Europa Tour 2017
L'UCI Europa Tour 2017 és la tretzena edició de l'UCI Europa Tour, un dels cinc circuits continentals de ciclisme de la Unió Ciclista Internacional. Està format per més de tres-cents proves, organitzades del 26 de gener al 5 d'octubre de 2017 a Europa.

## Evolució del calendari

### Gener
| Data | Cursa                                       | País    | Cat. | Vencedor      | Equip                  |
| ---- | ------------------------------------------- | ------- | ---- | ------------- | ---------------------- |
| 26   | Trofeu Porreres-Felanitx-Ses Salines-Campos | Espanya | 1.1  | André Greipel | Lotto-Soudal           |
| 27   | Trofeu Serra de Tramuntana                  | Espanya | 1.1  | Tim Wellens   | Lotto-Soudal           |
| 28   | Trofeu Andratx-Mirador des Colomer          | Espanya | 1.1  | Tim Wellens   | Lotto-Soudal           |
| 29   | Trofeu Palma                                | Espanya | 1.1  | Daniel McLay  | Fortuneo-Vital Concept |
| 29   | Gran Premi d'Obertura La Marseillaise       | França  | 1.1  | Arthur Vichot | FDJ                    |

### Febrer
| Data  | Cursa                               | País      | Cat. | Vencedor            | Equip                        |
| ----- | ----------------------------------- | --------- | ---- | ------------------- | ---------------------------- |
| 1-5   | Volta a la Comunitat Valenciana     | Espanya   | 2.1  | Nairo Quintana      | Movistar Team                |
| 1-5   | Étoile de Bessèges                  | França    | 2.1  | Lilian Calmejane    | Direct Énergie               |
| 5     | Gran Premi de la costa dels Etruscs | Itàlia    | 1.1  | Diego Ulissi        | UAE Abu Dhabi                |
| 11    | Volta a Múrcia                      | Espanya   | 1.1  | Alejandro Valverde  | Movistar Team                |
| 12    | Clàssica d'Almeria                  | Espanya   | 1.1  | Magnus Cort Nielsen | Orica-Scott                  |
| 12    | Trofeu Laigueglia                   | Itàlia    | 1.HC | Fabio Felline       | Equip nacional d'Itàlia      |
| 15-19 | Volta a l'Algarve                   | Portugal  | 2.HC | Primož Roglič       | Team LottoNL-Jumbo           |
| 15-19 | Volta a Andalusia                   | Espanya   | 2.HC | Alejandro Valverde  | Movistar Team                |
| 18-19 | Tour de l'Alt Var                   | França    | 2.1  | Arthur Vichot       | FDJ                          |
| 19    | Gran Premi Laguna                   | Croàcia   | 1.2  | Andrea Toniatti     | Team Colpack                 |
| 21-24 | Tour La Provence                    | França    | 2.1  | Rohan Dennis        | BMC Racing Team              |
| 22-26 | Volta a l'Alentejo                  | Portugal  | 2.2  | Carlos Barbero      | Movistar Team                |
| 25    | Classic Sud Ardèche                 | França    | 1.1  | Mauro Finetto       | Delko Marseille Provence KTM |
| 26    | Kuurne-Brussel·les-Kuurne           | Bèlgica   | 1.HC | Peter Sagan         | Bora-Hansgrohe               |
| 26    | La Drôme Classic                    | França    | 1.1  | Sébastien Delfosse  | WB Veranclassic Aqua Protect |
| 26    | Gran Premi d'Izola                  | Eslovènia | 1.2  | Filippo Fortin      | Tirol Cycling Team           |

### Març
| Data  | Cursa                                                | País          | Cat.   | Vencedor                 | Equip                         |
| ----- | ---------------------------------------------------- | ------------- | ------ | ------------------------ | ----------------------------- |
| 1     | Umag Trophy                                          | Croàcia       | 1.2    | Rok Korošec              | Amplatz-BMC                   |
| 1     | Le Samyn                                             | Bèlgica       | 1.1    | Guillaume Van Keirsbulck | Wanty-Groupe Gobert           |
| 4     | Poreč Trophy                                         | Croàcia       | 1.2    | Matej Mugerli            | Amplatz-BMC                   |
| 5     | Gran Premi de Rodes                                  | Grècia        | 1.2    | Alan Banaszek            | CCC Sprandi Polkowice         |
| 5     | Gran Premi de Lillers-Souvenir Bruno Comini          | França        | 1.2    | Thomas Boudat            | Direct Énergie                |
| 5     | A través de Flandes Occidental                       | Bèlgica       | 1.1    | Jos van Emden            | Team LottoNL-Jumbo            |
| 5     | Clàssica da Arrábida                                 | Portugal      | 1.2    | Amaro Antunes            | W52/FC Porto                  |
| 5     | Gran Premi de la Indústria i l'Artesanat de Larciano | Itàlia        | 1.HC   | Adam Yates               | Orica-Scott                   |
| 9-12  | Istrian Spring Trophy                                | Croàcia       | 2.2    | Matej Mugerli            | Amplatz-BMC                   |
| 10-12 | Volta a Rodes                                        | Grècia        | 1.2    | Colin Stüssi             | Roth-Akros                    |
| 11    | Tour de Drenthe                                      | Països Baixos | 1.1    | Jan-Willem van Schip     | Delta Cycling Rotterdam       |
| 12    | París-Troyes                                         | França        | 1.2    | Yannis Yssaad            | Armée de Terre                |
| 12    | Clàssica Aldeias do Xisto                            | Portugal      | 1.2    | Vicente García de Mateos | Louletano-Hospital de Loulé   |
| 12    | Dorpenomloop Rucphen                                 | Països Baixos | 1.2    | Maarten van Trijp        | Metec-TKH-Mantel              |
| 15    | Nokere Koerse                                        | Bèlgica       | 1.HC   | Nacer Bouhanni           | Cofidis                       |
| 17    | Handzame Classic                                     | Bèlgica       | 1.1    | Kristoffer Halvorsen     | Joker Icopal                  |
| 18    | Clàssica Loira Atlàntic                              | França        | 1.1    | Laurent Pichon           | Fortuneo-Vital Concept        |
| 19    | La Popolarissima                                     | Itàlia        | 1.2    | Filippo Calderaro        | Zalf Euromobil Désirée Fior   |
| 20-26 | Tour de Normandia                                    | França        | 2.2    | Anthony Delaplace        | Fortuneo-Vital Concept        |
| 23-26 | Setmana Internacional de Coppi i Bartali             | Itàlia        | 2.1    | Lilian Calmejane         | Direct Énergie                |
| 26    | Gant-Wevelgem sub-23                                 | Bèlgica       | 1.Ncup | Jacob Hennessy           | Equip nacional del Regne Unit |
| 28-30 | Tres dies de La Panne                                | Bèlgica       | 2.HC   | Philippe Gilbert         | Quick-Step Floors             |
| 31    | Ruta Adélie de Vitré                                 | França        | 1.1    | Laurent Pichon           | Fortuneo-Vital Concept        |
| 31-2  | Triptyque des Monts et Châteaux                      | Bèlgica       | 2.2    | Jasper Philipsen         | BMC Development Team          |

### Abril
| Data  | Cursa                                      | País                 | Cat.   | Vencedor              | Equip                          |
| ----- | ------------------------------------------ | -------------------- | ------ | --------------------- | ------------------------------ |
| 1     | Volta Limburg Classic                      | Països Baixos        | 1.1    | Marco Canola          | Nippo-Vini Fantini             |
| 1     | Gran Premi Miguel Indurain                 | Espanya              | 1.1    | Simon Yates           | Orica-Scott                    |
| 2     | Roue tourangelle                           | França               | 1.1    | Flavien Dassonville   | HP BTP-Auber93                 |
| 2     | Volta a La Rioja                           | Espanya              | 1.1    | Rory Sutherland       | Movistar Team                  |
| 2     | Gran Premi Adria Mobil                     | Eslovènia            | 1.2    | Antonino Parrinello   | GM Europa Ovini                |
| 2     | Trofeu Piva                                | Itàlia               | 1.2U   | Mark Padun            | Team Colpack                   |
| 4-7   | Circuit de la Sarthe                       | França               | 2.1    | Lilian Calmejane      | Direct Énergie                 |
| 5     | Grote Scheldeprijs                         | Bèlgica              | 1.HC   | Marcel Kittel         | Quick-Step Floors              |
| 7-9   | Circuit de les Ardenes                     | França               | 2.2    | Jhonatan Narváez      | Axeon Hagens Berman            |
| 8     | Tour de Flandes sub-23                     | Bèlgica              | 1.Ncup | Edward Dunbar         | Equip nacional d'Irlanda       |
| 8     | Trofeu Edil C                              | Itàlia               | 1.2    | Marco Negrente        | Team Colpack                   |
| 9     | Klasika Primavera                          | Espanya              | 1.1    | Gorka Izagirre        | Movistar Team                  |
| 9     | Giro dels Apenins                          | Itàlia               | 1.1    | Danilo Celano         | Amore & Vita-Selle SMP         |
| 11    | París-Camembert                            | França               | 1.1    | Nacer Bouhanni        | Cofidis                        |
| 12    | Fletxa Brabançona                          | Bèlgica              | 1.HC   | Sonny Colbrelli       | Bahrain-Merida                 |
| 12-16 | Tour de Loir i Cher                        | França               | 2.2    | Alexander Kamp        | Team VéloCONCEPT               |
| 13    | Gran Premi de Denain                       | França               | 1.HC   | Arnaud Démare         | FDJ                            |
| 15    | ZLM Tour                                   | Països Baixos        | 2.Ncup | Christopher Lawless   | Equip nacional del Regne Unit  |
| 15    | Lieja-Bastogne-Lieja sub-23                | Bèlgica              | 1.2U   | Bjorg Lambrecht       | Lotto-Soudal U23               |
| 15    | Tour de Finisterre                         | França               | 1.1    | Julien Loubet         | Armée de Terre                 |
| 17    | Giro del Belvedere                         | Itàlia               | 1.2U   | Aliaksandr Rabuixenka | Team Palazzago Amarù           |
| 17    | Tro Bro Leon                               | França               | 1.1    | Damien Gaudin         | Armée de Terre                 |
| 17-21 | Tour dels Alps                             | Itàlia               | 2.HC   | Geraint Thomas        | Team Sky                       |
| 18    | Gran Premi Palio del Recioto               | Itàlia               | 1.2U   | Neilson Powless       | Axeon Hagens Berman            |
| 18-23 | Tour de Croàcia                            | Croàcia              | 2.1    | Vincenzo Nibali       | Bahrain-Merida                 |
| 20-23 | Tour de Mersin                             | Turquia              | 2.2    | Stanislau Bajkou      | Minsk CC                       |
| 22    | Visegrad 4 Bicycle Race-GP Kerékpárverseny | Hongria              | 1.2    | Kamil Zieliński       | Domin Sport                    |
| 22    | Arno Wallaard Memorial                     | Països Baixos        | 1.2    | Timothy Stevens       | Pauwels Sauzen-Vastgoedservice |
| 23    | Visegrad 4 Bicycle Race-GP Slovakia        | Eslovàquia           | 1.2    | Alois Kaňkovský       | Elkov-Author                   |
| 23    | Trofeu Ciutat de San Vendemiano            | Itàlia               | 1.2U   | Nicola Conci          | Zalf Euromobil Désirée Fior    |
| 23    | Rutland-Melton International CiCLE Classic | Regne Unit           | 1.2    | Daniel Fleeman        | Metaltek Kuota                 |
| 25    | Gran Premi della Liberazione               | Itàlia               | 1.2U   | Seid Lizde            | Team Colpack                   |
| 25-1  | Tour de Bretanya                           | França               | 2.2    | Flavien Dassonville   | HP BTP-Auber93                 |
| 28    | Himmerland Rundt                           | Dinamarca            | 1.2    | Nicolai Brøchner      | Riwal Platform                 |
| 28-29 | Toscana-Terra de ciclisme                  | Itàlia               | 2.2U   | Jai Hindley           | Equip nacional d'Austràlia     |
| 28-30 | Tour de Yorkshire                          | Regne Unit           | 2.1    | Serge Pauwels         | Dimension Data                 |
| 29    | Belgrad-Banja Luka I                       | Sèrbia               | 1.2    | Barnabás Peák         | Centre mundial del ciclisme    |
| 29    | Gran Premi Viborg                          | Dinamarca            | 1.2    | Kasper Asgreen        | Team VéloCONCEPT               |
| 29    | Zuidenveld Tour                            | Països Baixos        | 1.2    | Rick Ottema           | Baby-Dump Cyclingteam          |
| 29-1  | Volta a Astúries                           | Espanya              | 2.1    | Nairo Quintana        | Movistar Team                  |
| 29-3  | Carpathia Couriers Path                    | Polònia              | 2.2U   | Alessandro Pessot     | Cycling Team Friuli            |
| 30    | París-Mantes-en-Yvelines                   | França               | 1.2    | Fabien Canal          | Armée de Terre                 |
| 30    | Skive-Lobet                                | Dinamarca            | 1.2    | Martin Toft Madsen    | BHS-Almeborg Bornholm          |
| 30    | Belgrad-Banja Luka II                      | Bòsnia i Hercegovina | 1.2    | Nicola Gaffurini      | Sangemini-MG.Kvis              |

### Maig
| Data  | Cursa                                 | País          | Cat. | Vencedor                   | Equip                          |
| ----- | ------------------------------------- | ------------- | ---- | -------------------------- | ------------------------------ |
| 1     | Memorial Andrzej Trochanowski         | Polònia       | 1.2  | Alois Kaňkovský            | Elkov-Author                   |
| 1     | Gran Premi de Frankfurt sub-23        | Alemanya      | 1.2U | Fabio Jakobsen             | SEG Racing Academy             |
| 1     | Circuit de Valònia                    | Bèlgica       | 1.2  | Maarten van Trijp          | Metec-TKH Continental          |
| 2     | Memorial Roman Siemiński              | Polònia       | 1.2  | Alois Kaňkovský            | Elkov-Author                   |
| 3-6   | Roine-Alps Isera Tour                 | França        | 2.2  | Marco Minnaard             | Wanty-Groupe Gobert            |
| 3-7   | Tour de l'Azerbaidjan                 | Azerbaidjan   | 2.1  | Kiril Pozdniakov           | Synergy Baku Cycling Project   |
| 5-7   | Szlakiem Grodów Piastowskich          | Polònia       | 2.2  | Marek Rutkiewicz           | Wibatech 7r Fuji               |
| 5-7   | Volta a la comunitat de Madrid        | Espanya       | 2.1  | Óscar Sevilla              | Medellín-Inder                 |
| 5-9   | Cinc anells de Moscou                 | Rússia        | 2.2  | Iuri Trofímov              | Equip nacional de Rússia       |
| 6     | Sundvolden GP                         | Noruega       | 1.2  | Rasmus Guldhammer          | Team VéloCONCEPT               |
| 6     | Tour d'Overijssel                     | Països Baixos | 1.2  | Nicolai Brøchner           | Riwal Platform                 |
| 7     | Gran Premi Ringerike                  | Noruega       | 1.2  | Rasmus Guldhammer          | Team VéloCONCEPT               |
| 7     | Circuit del Porto-Trofeu Arvedi       | Itàlia        | 1.2  | Imerio Cima                | Viris Maserati                 |
| 7     | Fletxa ardenesa                       | Bèlgica       | 1.2  | Harm Vanhoucke             | Lotto-Soudal U23               |
| 7     | Gran Premi de Lugano                  | Suïssa        | 1.HC | Iuri Filosi                | Nippo-Vini Fantini             |
| 9-14  | Quatre dies de Dunkerque              | França        | 2.HC | Clément Venturini          | Cofidis                        |
| 11-14 | Tour d'Ankara                         | Turquia       | 2.2  | Brayan Ramírez             | Medellín-Inder                 |
| 13    | Scandinavian Race Uppsala             | Suècia        | 1.2  | Nicolai Brøchner           | Riwal Platform                 |
| 14    | Volta a Holanda del Nord              | Països Baixos | 1.2  | Fabio Jakobsen             | SEG Racing Academy             |
| 14    | Gran Premi Criquielion                | Bèlgica       | 1.2  | Bram Welten                | BMC Development Team           |
| 14    | Gran Premi de la Indústria del marbre | Itàlia        | 1.2  | Michael Storer             | Equip nacional d'Austràlia     |
| 17-21 | Volta a Noruega                       | Noruega       | 2.HC | Edvald Boasson Hagen       | Dimension Data                 |
| 17-21 | Tour d'Ucraïna                        | Ucraïna       | 2.2  | Vitali Buts                | Kolss Cycling Team             |
| 17-21 | Bałtyk-Karkonosze Tour                | Polònia       | 2.2  | Marek Rutkiewicz           | Wibatech 7r Fuji               |
| 18-21 | Ronda de l'Isard d'Arieja             | França        | 2.2U | Pàvel Sivakov              | BMC Development Team           |
| 19-21 | Volta a Castella i Lleó               | Espanya       | 2.1  | Jonathan Hivert            | Direct Énergie                 |
| 19-21 | París-Arras Tour                      | França        | 2.2  | Jordan Levasseur           | Armée de Terre                 |
| 20    | Tour de Berna                         | Suïssa        | 1.2  | Filippo Fortin             | Tirol Cycling Team             |
| 20-24 | Volta a Albània                       | Albània       | 2.2  | Francesco Manuel Bongiorno | Sangemini-MG.Kvis              |
| 21    | Gran Premi del Somme                  | França        | 1.1  | Adrien Petit               | Direct Énergie                 |
| 21-28 | An Post Rás                           | Irlanda       | 2.2  | James Gullen               | JLT Condor                     |
| 23-28 | Tour dels Fiords                      | Noruega       | 2.1  | Edvald Boasson Hagen       | Dimension Data                 |
| 24-28 | Volta a Bèlgica                       | Bèlgica       | 2.HC | Jens Keukeleire            | Equip nacional de Bèlgica      |
| 24-28 | Fletxa del Sud                        | Luxemburg     | 2.2  | Matija Kvasina             | Felbermayr-Simplon Wels        |
| 25-27 | Gran Premi ciclista de Gemenc         | Hongria       | 2.2  | Filippo Tagliani           | Delio Gallina Colosio Eurofeed |
| 26-27 | Volta a Estònia                       | Estònia       | 2.1  | Karl Patrick Lauk          | Equip nacional d'Estònia       |
| 26    | Horizon Park Race for Peace           | Ucraïna       | 1.2  | Mikhailo Kononenko         | Kolss Cycling Team             |
| 27    | Horizon Park Race Maidan              | Ucraïna       | 1.2  | Rasmus Esmann Ginnerup     | Team AURA Energi-CK Aarhus     |
| 27    | Gran Premi de Plumelec-Morbihan       | França        | 1.1  | Alexis Vuillermoz          | AG2R La Mondiale               |
| 27-28 | Tour de Gironda                       | França        | 2.2  | Pablo Torres               | Burgos-BH                      |
| 27-28 | Tour del Jura                         | França        | 2.2  | Thomas Degand              | Wanty-Groupe Gobert            |
| 28    | Horizon Park Classic                  | Ucraïna       | 1.2  | Oleksandr Prevar           | Kolss Cycling Team             |
| 28    | Boucles de l'Aulne                    | França        | 1.1  | Odd Christian Eiking       | FDJ                            |
| 28    | París-Roubaix sub-23                  | França        | 1.2U | Nils Eekhoff               | Development Team Sunweb        |
| 31-4  | Volta a Luxemburg                     | Luxemburg     | 2.HC | Greg Van Avermaet          | BMC Racing Team                |

### Juny
| Data  | Cursa                                        | País          | Cat.   | Vencedor               | Equip                        |
| ----- | -------------------------------------------- | ------------- | ------ | ---------------------- | ---------------------------- |
| 1-4   | Gran Premi Priessnitz spa                    | Txèquia       | 2.Ncup | Bjorg Lambrecht        | Equip nacional de Bèlgica    |
| 1-4   | Szlakiem walk Major Hubal                    | Polònia       | 2.2    | Maciej Paterski        | CCC Sprandi Polkowice        |
| 1-4   | Volta Internacional Cova da Beira            | Portugal      | 2.1    | Jesús del Pino         | Efapel                       |
| 1-4   | Boucles de la Mayenne                        | França        | 2.1    | Mathieu van der Poel   | Beobank-Corendon             |
| 2     | Trofeu Alcide De Gasperi                     | Itàlia        | 1.2    | Andrea Toniatti        | Team Colpack                 |
| 2-4   | Tour de Bihor-Bellotto                       | Romania       | 2.2    | Rodolfo Torres         | Androni Giocattoli           |
| 2-4   | Hammer Series                                | Països Baixos | 2.2    | Team Sky               |                              |
| 3     | Fletxa de Heist                              | Bèlgica       | 1.1    | Jasper De Buyst        | Lotto Soudal                 |
| 4     | Memorial Philippe Van Coningsloo             | Bèlgica       | 1.2    | Yves Coolen            | Home Solution-Anmapa-Soenens |
| 4     | Copa de la Pau                               | Itàlia        | 1.2    | Nicola Gaffurini       | Sangemini-MG.Kvis            |
| 7-11  | Volta a Eslovàquia                           | Eslovàquia    | 2.1    | Jan Tratnik            | CCC Sprandi Polkowice        |
| 8     | Gran Premi del cantó d'Argòvia               | Suïssa        | 1.HC   | Sacha Modolo           | UAE Team Emirates            |
| 8-11  | Volta de l'Alta Àustria                      | Àustria       | 2.2    | Stephan Rabitsch       | Felbermayr-Simplon Wels      |
| 8-11  | Ronda de l'Oise                              | França        | 2.2    | Flavien Dassonville    | HP BTP-Auber93               |
| 9-11  | Małopolski Wyścig Górski                     | Polònia       | 2.2    | Maciej Paterski        | CCC Sprandi Polkowice        |
| 9-15  | Giro Ciclistico d'Itàlia                     | Itàlia        | 2.2    | Pàvel Sivakov          | BMC Development Team         |
| 10    | A través de les Ardenes flamenques           | Bèlgica       | 1.2    | Cameron Meyer          | Equip nacional d'Austràlia   |
| 10    | Fyn Rundt                                    | Dinamarca     | 1.2    | Audun Brekke Fløtten   | Uno-X Hydrogen Development   |
| 11    | Gran Premi Horsens                           | Dinamarca     | 1.2    | Casper Pedersen        | Giant-Castelli               |
| 11    | Tour de Limburg                              | Bèlgica       | 1.1    | Wout Van Aert          | Vérandas Willems-Crelan      |
| 11    | Volta a Colònia                              | Alemanya      | 1.1    | Gregor Mühlberger      | Bora-Hansgrohe               |
| 14-18 | Ster ZLM Toer                                | Països Baixos | 2.1    | José Gonçalves         | Katusha-Alpecin              |
| 14-18 | Volta a Sèrbia                               | Sèrbia        | 2.2    | Charalampos Kastrantas | Dare Viator Partizan         |
| 15-18 | Volta a Eslovènia                            | Eslovènia     | 2.1    | Rafał Majka            | Bora-Hansgrohe               |
| 15-18 | Ruta del Sud                                 | França        | 2.1    | Silvan Dillier         | BMC Racing Team              |
| 15-18 | Tour del País de Savoia                      | França        | 2.2    | Egan Bernal            | Androni Giocattoli           |
| 17    | Memorial Józef Grundmann i Jerzy Wizowski    | Polònia       | 2.2    | Alan Banaszek          | CCC Sprandi Polkowice        |
| 18    | Beaumont Trophy                              | Regne Unit    | 1.2    | Peter Williams         | One Pro Cycling              |
| 18    | Bruges Cycling Classic                       | Bèlgica       | 1.1    | Wout Van Aert          | Vérandas Willems-Crelan      |
| 18    | Korona Kocich Gór                            | Polònia       | 1.2    | Łukasz Owsian          | CCC Sprandi Polkowice        |
| 21    | Halle-Ingooigem                              | Bèlgica       | 1.1    | Arnaud Démare          | FDJ                          |
| 27    | Trofeu Ciutat de Brescia                     | Hongria       | 2.2    | Nikolai Shumov         | Gallina-Colosio-Eurofeed     |
| 27-2  | Volta a Hongria                              | Hongria       | 2.2    | Daniel Jaramillo       | UnitedHealthcare             |
| 28    | Internationale Wielertrofee Jong Maar Moedig | Bèlgica       | 1.2    | Toon Aerts             | Telenet Fidea Lions          |
| 28-1  | Cursa de Solidarność i els Atletes Olímpics  | Polònia       | 2.2    | Mateusz Komar          | Vosters Uniwheels Team       |
| 29-2  | Volta a Portugal del Futur                   | Portugal      | 2.2U   | José Fernandes         | Liberty Seguros-Carglass     |

### Juliol
| Data  | Cursa                               | País          | Cat. | Vencedor              | Equip                        |
| ----- | ----------------------------------- | ------------- | ---- | --------------------- | ---------------------------- |
| 1     | Circuit Het Nieuwsblad sub-23       | Bèlgica       | 1.2  | Tanguy Turgis         | BMC Development Team         |
| 2     | Slag om Norg                        | Països Baixos | 1.1  | Gianni Vermeersch     | Beobank-Corendon             |
| 2-8   | Volta a Àustria                     | Àustria       | 2.HC | Stefan Denifl         | Aqua Blue Sport              |
| 5-9   | Trofeu Joaquim Agostinho            | Portugal      | 2.2  | Amaro Antunes         | W52-FC Porto                 |
| 5-9   | Sibiu Cycling Tour                  | Romania       | 2.1  | Egan Bernal           | Androni Giocattoli           |
| 7     | Gran Premi Stad Sint-Niklaas        | Bèlgica       | 1.2  | Gerben Thijssen       | Lotto-Soudal U23             |
| 7     | Minsk Cup                           | Belarús       | 1.2  | Yegor Dementyev       | ISD-Jorbi Continental Team   |
| 8     | Gran Premi de Minsk                 | Belarús       | 1.2  | Yauheni Karaliok      | Minsk Cycling Club           |
| 8     | Gran Premi Jean-Pierre Monseré      | Bèlgica       | 1.1  | Laurens Sweeck        | Era-Circus                   |
| 9     | Giro del Medio Brenta               | Itàlia        | 1.2  | Michele Gazzara       | Sangemini-MG.Kvis            |
| 9     | Velothon Wales                      | Regne Unit    | 1.1  | Ian Bibby             | JLT Condor                   |
| 9     | Midden Brabant-Poort Omloop         | Països Baixos | 1.2  | Jaap Kooijman         | WV De Jonge Renne            |
| 11-16 | Giro de la Vall d'Aosta             | Itàlia        | 2.2U | Pàvel Sivakov         | BMC Development Team         |
| 16    | Trofeu Matteotti                    | Itàlia        | 1.1  | Serguei Xílov         | Lokosphinx                   |
| 19    | Gran Premi Pino Cerami              | Bèlgica       | 1.1  | Wout Van Aert         | Vérandas Willems-Crelan      |
| 22-26 | Tour de Valònia                     | Bèlgica       | 2.HC | Dylan Teuns           | BMC Racing Team              |
| 23    | Gran Premi de la vila de Pérenchies | França        | 1.2  | Roy Jans              | WB Veranclassic Aqua Protect |
| 25    | Clàssica d'Ordizia                  | Espanya       | 1.1  | Serguei Xílov         | Lokosphinx                   |
| 25-29 | Dookoła Mazowsza                    | Polònia       | 2.2  | Alois Kaňkovský       | Elkov-Author                 |
| 26-30 | Tour d'Alsàcia                      | França        | 2.2  | Lucas Hamilton        | Equip nacional d'Austràlia   |
| 29-31 | Kreiz Breizh Elites                 | França        | 2.2  | Jonas Gregaard Wilsly | Riwal Platform Cycling Team  |
| 30    | Gran Premi Kranj                    | Eslovènia     | 1.2  | Matej Mugerli         | Amplatz-BMC                  |
| 30    | Polynormande                        | França        | 1.1  | Alexis Gougeard       | Ag2r La Mondiale             |
| 30    | Rad am Ring                         | Alemanya      | 1.1  | Huub Duijn            | Vérandas Willems-Crelan      |
| 31    | Circuit de Getxo                    | Espanya       | 1.1  | Carlos Barbero        | Movistar Team                |

### Agost
| Data  | Cursa                                      | País          | Cat.   | Vencedor             | Equip                       |
| ----- | ------------------------------------------ | ------------- | ------ | -------------------- | --------------------------- |
| 1-5   | Volta a Burgos                             | Espanya       | 2.HC   | Mikel Landa          | Team Sky                    |
| 3     | Campionat d'Europa - contrarellotge sub-23 | Dinamarca     | C.C    | Kasper Asgreen       | Equip nacional de Dinamarca |
| 3     | Campionat d'Europa - contrarellotge        | Dinamarca     | C.C    | Victor Campenaerts   | Equip nacional de Bèlgica   |
| 4-15  | Volta a Portugal                           | Portugal      | 2.1    | Raúl Alarcón         | W52-FC Porto                |
| 5     | Campionat d'Europa - cursa en ruta sub-23  | Dinamarca     | C.C    | Casper Pedersen      | Equip nacional de Dinamarca |
| 5     | Gran Premi Kalmar                          | Suècia        | 1.2    | Rasmus Bogh Wallin   | ColoQuick CULT              |
| 5     | Dwars door het Hageland                    | Bèlgica       | 1.1    | Mathieu van der Poel | Beobank-Corendon            |
| 5     | Tour de Ribas                              | Ucraïna       | 1.2    | Serhí Lahkuti        | Kolss Cycling Team          |
| 6     | Campionat d'Europa - cursa en ruta         | Dinamarca     | C.C    | Alexander Kristoff   | Equip nacional de Noruega   |
| 6     | Fletxa del port d'Anvers                   | Bèlgica       | 1.2    | Arvid de Kleijn      | Baby-Dump Cyclingteam       |
| 6     | Odessa Grand Prix                          | Ucraïna       | 1.2    | Mikhailo Kononenko   | Kolss Cycling Team          |
| 9-12  | Tour de l'Ain                              | França        | 2.1    | Thibaut Pinot        | FDJ                         |
| 10-12 | Tour de Szeklerland                        | Romania       | 2.2    | Patrick Bosman       | Hrinkow Advarics Cycleang   |
| 10-13 | Arctic Race of Norway                      | Noruega       | 2.HC   | Dylan Teuns          | BMC Racing Team             |
| 10-13 | Czech Cycling Tour                         | Txèquia       | 2.1    | Josef Černý          | Elkov-Author                |
| 12    | Memorial Henryk Łasak                      | Polònia       | 1.2    | Alan Banaszek        | CCC Sprandi Polkowice       |
| 13    | Gran Premi de Poggiana                     | Itàlia        | 1.2U   | Nicola Conci         | Zalf Euromobil Désirée Fior |
| 13    | Copa dels Carpats                          | Polònia       | 1.2    | Maciej Paterski      | CCC Sprandi Polkowice       |
| 15-18 | Tour del Llemosí                           | França        | 2.1    | Alexis Vuillermoz    | AG2R La Mondiale            |
| 16    | Gran Premi Capodarco                       | Itàlia        | 1.2U   | Mark Padun           | Team Colpack                |
| 18    | Veenendaal-Veenendaal Classic              | Països Baixos | 1.1    | Luka Mezgec          | Orica-Scott                 |
| 18-27 | Tour de l'Avenir                           | França        | 2.Ncup | Egan Bernal          | Equip nacional de Colòmbia  |
| 19    | Puchar Ministra Obrony Narodowej           | Polònia       | 1.2    | Alois Kaňkovský      | Elkov-Author                |
| 20    | Szlakiem Wielkich Jezior                   | Polònia       | 1.2    | Marek Rutkiewicz     | Wibatech 7r Fuji            |
| 20    | Gran Premi Jef Scherens                    | Bèlgica       | 1.1    | Timothy Dupont       | Vérandas Willems-Crelan     |
| 22-25 | Tour de Poitou-Charentes                   | França        | 2.1    | Mads Pedersen        | Trek-Segafredo              |
| 22    | Gran Premi de la vila de Zottegem          | Bèlgica       | 1.1    | Jasper De Buyst      | Lotto Soudal                |
| 22    | Gran Premi dels Marbrers                   | França        | 1.2    | Karol Domagalski     | One Pro Cycling             |
| 23    | Druivenkoers Overijse                      | Bèlgica       | 1.1    | Jérôme Baugnies      | Wanty-Groupe Gobert         |
| 23-27 | Baltic Chain Tour                          | Estònia       | 2.2    | Herman Dahl          | Team Sparebanken Sør        |
| 25    | Pro Ötztaler 5500                          | Àustria       | 1.1    | Roman Kreuziger      | Orica-Scott                 |
| 26    | Omloop Mandel-Leie-Schelde                 | Bèlgica       | 1.1    | Iljo Keisse          | Quick-Step Floors           |
| 26-27 | Ronda van Midden-Nederland                 | Països Baixos | 2.2    | Kamil Gradek         | One Pro Cycling             |
| 27    | Croàcia-Eslovènia                          | Eslovènia     | 1.2    | Dušan Rajović        | Adria Mobil                 |
| 27    | Copa Sels                                  | Bèlgica       | 1.1    | Taco van der Hoorn   | Roompot-Nederlandse Loterij |
| 30-3  | Okolo jižních Čech                         | Txèquia       | 2.2    | Josef Černý          | Elkov-Author                |

### Setembre
| Data  | Cursa                                     | País          | Cat. | Vencedor                                | Equip                         |
| ----- | ----------------------------------------- | ------------- | ---- | --------------------------------------- | ----------------------------- |
| 2     | Brussels Cycling Classic                  | Bèlgica       | 1.HC | Arnaud Démare                           | FDJ                           |
| 3     | Kernen Omloop Echt-Susteren               | Països Baixos | 1.2  | Robbert de Greef                        | Baby-Dump Cyclingteam         |
| 3     | Gran Premi de Fourmies                    | França        | 1.HC | Nacer Bouhanni                          | Cofidis                       |
| 3-5   | Volta a Bulgària (nord)                   | Bulgària      | 2.2  | Serhí Lahkuti                           | Kolss Cycling Team            |
| 3-10  | Volta a la Gran Bretanya                  | Regne Unit    | 2.HC | Lars Boom                               | LottoNL-Jumbo                 |
| 5-10  | Olympia's Tour                            | Països Baixos | 2.2  | Pascal Eenkhoorn                        | BMC Development Team          |
| 7-9   | Volta a Bulgària (sud)                    | Bulgària      | 2.2  | Vitali Buts                             | Kolss Cycling Team            |
| 8-9   | East Bohemia Tour                         | Txèquia       | 2.2  | Kamil Zieliński                         | Domin Sport                   |
| 9     | Tour del Jura                             | Suïssa        | 1.2  | Marc Hirschi                            | BMC Development Team          |
| 9     | De Kustpijl                               | Bèlgica       | 1.2  | Christophe Noppe                        | Sport Vlaanderen-Baloise      |
| 10    | Gran Premi Raiffeisen                     | Àustria       | 1.2  | Adam de Vos                             | Rally Cycling                 |
| 10    | Gran Premi de la vila de Nogent-sur-Oise  | França        | 1.2  | Jordan Levasseur                        | Armée de Terre                |
| 10    | Tour del Doubs                            | França        | 1.1  | Romain Hardy                            | Fortuneo-Oscaro               |
| 11    | Gran Premi Marcel Kint                    | Bèlgica       | 1.2  | Jonas Rickaert                          | Sport Vlaanderen-Baloise      |
| 12-16 | Volta a Dinamarca                         | Dinamarca     | 2.HC | Mads Pedersen                           | Trek-Segafredo                |
| 13    | Copa Agostoni                             | Itàlia        | 1.1  | Michael Albasini                        | Equip nacional de Suïssa      |
| 13    | Gran Premi de Valònia                     | Bèlgica       | 1.1  | Tim Wellens                             | Lotto-Soudal                  |
| 14    | Copa Bernocchi                            | Itàlia        | 1.1  | Sonny Colbrelli                         | Bahrain-Merida                |
| 15    | Campionat de Flandes                      | Bèlgica       | 1.1  | Fernando Gaviria                        | Quick-Step Floors             |
| 16    | Primus Classic                            | Bèlgica       | 1.HC | Matteo Trentin                          | Quick-Step Floors             |
| 16    | Memorial Marco Pantani                    | Itàlia        | 1.1  | Marco Zamparella                        | Amore & Vita-Selle SMP        |
| 16    | Visegrad 4 Bicycle Race-GP Czech Republic | Txèquia       | 1.2  | Rok Korošec                             | Amplatz-BMC                   |
| 17    | Gran Premi d'Isbergues                    | França        | 1.1  | Benoît Cosnefroy                        | AG2R La Mondiale              |
| 17    | Visegrad 4 Bicycle Race-GP Polski         | Polònia       | 1.2  | Kamil Zieliński                         | Domin Sport                   |
| 20    | Circuit de Houtland                       | Bèlgica       | 1.1  | Tom Devriendt                           | Wanty-Groupe Gobert           |
| 23-24 | Tour del Gavaudan Llenguadoc-Rosselló     | França        | 2.2  | Guillaume Martin                        | Wanty-Groupe Gobert           |
| 24    | Duo normand                               | França        | 1.1  | Anthony Delaplace · Pierre-Luc Périchon | Fortuneo-Oscaro               |
| 24    | Gooikse Pijl                              | Bèlgica       | 1.2  | Kenny Dehaes                            | Wanty-Groupe Gobert           |
| 24    | París-Chauny                              | França        | 1.2  | Thomas Boudat                           | Direct Énergie                |
| 26-27 | Giro de Toscana                           | Itàlia        | 2.1  | Guillaume Martin                        | Wanty-Groupe Gobert           |
| 26    | Ruta d'Or                                 | Itàlia        | 1.2U | Nicolás Tivani                          | Unieuro Trevigiani-Hemus 1896 |
| 28    | Copa Sabatini                             | Itàlia        | 1.1  | Andrea Pasqualon                        | Wanty-Groupe Gobert           |
| 30    | Omloop Eurometropool                      | Bèlgica       | 1.1  | André Greipel                           | Lotto Soudal                  |
| 30    | Giro de l'Emília                          | Itàlia        | 1.HC | Giovanni Visconti                       | Bahrain-Merida                |
| 30    | Törökbálint GP - Memorial Imre Riczu      | Hongria       | 1.2  | Alberto Giuriato                        | Cycling Team Friuli           |

### Octubre
| Data | Cursa                                           | País          | Cat. | Vencedor              | Equip                 |
| ---- | ----------------------------------------------- | ------------- | ---- | --------------------- | --------------------- |
| 1    | Eurométropole Tour                              | Bèlgica       | 1.HC | Daniel McLay          | Fortuneo-Oscaro       |
| 1    | Gran Premi Bruno Beghelli                       | Itàlia        | 1.HC | Luis León Sánchez     | Astana Pro Team       |
| 1    | Tour de Vendée                                  | França        | 1.1  | Christophe Laporte    | Cofidis               |
| 1    | Piccolo Giro de Llombardia                      | Itàlia        | 1.2U | Aliaksandr Rabuixenka | Team Palazzago Amarù  |
| 3    | Binche-Chimay-Binche                            | Bèlgica       | 1.1  | Jasper De Buyst       | Lotto Soudal          |
| 3    | Sparkassen Münsterland Giro                     | Alemanya      | 1.HC | Sam Bennett           | Bora-Hansgrohe        |
| 3    | Tres Valls Varesines                            | Itàlia        | 1.HC | Alexandre Geniez      | Ag2r La Mondiale      |
| 5    | Milà-Torí                                       | Itàlia        | 1.HC | Rigoberto Urán        | Cannondale-Drapac     |
| 5    | París-Bourges                                   | França        | 1.1  | Rudy Barbier          | Ag2r La Mondiale      |
| 8    | París-Tours sub-23                              | França        | 1.2U | Jasper Philipsen      | BMC Development Team  |
| 8    | París-Tours                                     | França        | 1.HC | Matteo Trentin        | Quick-Step Floors     |
| 11   | Famenne Ardenne Classic                         | Bèlgica       | 1.1  | Moreno Hofland        | Lotto Soudal          |
| 14   | Tacx Pro Classic                                | Països Baixos | 1.1  | Timo Roosen           | Lotto NL-Jumbo        |
| 15   | Crono de les Nacions-Les Herbiers-Vendée sub-23 | França        | 1.2U | Mathias Norsgaard     | Team Giant-Castelli   |
| 15   | Crono de les Nacions-Les Herbiers-Vendée        | França        | 1.1  | Martin Toft Madsen    | BHS-Almeborg-Bornholm |
| 17   | Premi Nacional de Clausura                      | Bèlgica       | 1.1  | Arvid de Kleijn       | Baby-Dump             |

### Proves anul·lades
| Data        | Prova                            | País          | Cat.   | Motiu        |
| ----------- | -------------------------------- | ------------- | ------ | ------------ |
| 8-12 febrer | La Méditerranéenne               | França        | 2.1    | organitzatiu |
| 19 març     | Gran Premi Cholet-País del Loira | França        | 1.1    | organitzatiu |
| 29 abril    | Gran Premi de Lviv               | Ucraïna       | 1.2    |              |
| 1 maig      | Copa Ciutat d'Offida             | Itàlia        | 1.Ncup | organitzatiu |
| 20 maig     | New Energy Tour                  | Països Baixos | 1.1    |              |
| 25-28 maig  | Tour de Berlín                   | Alemanya      | 2.2U   |              |
| 2 juny      | Nou Giro de la Campània          | Itàlia        | 1.1    |              |
| 2 juny      | Hets Hatsafon                    | Israel        | 1.2    |              |
| 10 setembre | Chrono champenois                | França        | 1.2    | organitzatiu |
| 5 octubre   | Giro del Piemont                 | Itàlia        | 1.HC   |              |
| 15 octubre  | Memorial Rik Van Steenbergen     | Bèlgica       | 1.1    |              |

## Classificacions
- Font: Classificacions finals

| #   | Ciclista                   | Equip                       | Punts |
| 1.  | Nacer Bouhanni (FRA)       | Cofidis                     | 1124  |
| 2.  | Jasper De Buyst (BEL)      | Lotto-Soudal                | 935   |
| 3.  | André Greipel (GER)        | Lotto-Soudal                | 886   |
| 4.  | Elia Viviani (ITA)         | Team Sky                    | 813   |
| 5.  | Egan Bernal (COL)          | Androni Giocattoli-Sidermec | 800   |
| 6.  | Arnaud Demare (FRA)        | FDJ                         | 762   |
| 7.  | Thibaut Pinot (FRA)        | FDJ                         | 761   |
| 8.  | Mattia Cattaneo (ITA)      | Androni Giocattoli-Sidermec | 731   |
| 9.  | Kenny Dehaes (BEL)         | Wanty-Groupe Gobert         | 706   |
| 10. | Matteo Trentin (ITA)       | Quick-Step Floors           | 700   |
| 11. | Wout Van Aert (BEL)        | Vérandas Willems-Crelan     | 688   |
| 12. | Lilian Calmejane (FRA)     | Direct Energie              | 686   |
| 13. | Marco Canola (ITA)         | Nippo-Vini Fantini          | 684   |
| 14. | Edvald Boasson Hagen (NOR) | Dimension Data              | 672   |
| 15. | Laurent Pichon (FRA)       | Fortuneo-Oscaro             | 663   |
| 16. | Alexander Kristoff (NOR)   | Team Katusha Alpecin        | 647   |
| 17. | Julien Simon (FRA)         | Cofidis                     | 629   |
| 18. | Sonny Colbrelli (ITA)      | Bahrain-Merida              | 628   |
| 19. | Francesco Gavazzi (ITA)    | Androni Giocattoli-Sidermec | 614   |
| 20. | Dylan Teuns (BEL)          | BMC Racing Team             | 601   |

| #   | Equip                        | País          | Punts |
| 1.  | Wanty-Groupe Gobert          | Bèlgica       | 3235  |
| 2.  | Cofidis                      | França        | 3169  |
| 3.  | Androni Giocattoli-Sidermec  | Itàlia        | 2959  |
| 4.  | WB Veranclassic Aqua Protect | Bèlgica       | 2613  |
| 5.  | Fortuneo-Oscaro              | França        | 2587  |
| 6.  | Direct Energie               | França        | 2468  |
| 7.  | Roompot-Nederlandse Loterij  | Països Baixos | 2245  |
| 8.  | Vérandas Willems-Crelan      | Bèlgica       | 2060  |
| 9.  | Armée de Terre               | França        | 1800  |
| 10. | CCC Sprandi Polkowice        | Polònia       | 1729  |
| 11. | Sport Vlaanderen-Baloise     | Bèlgica       | 1671  |
| 12. | Delko-Marseille Provence-KTM | França        | 154   |
| 13. | Nippo-Vini Fantini           | Itàlia        | 1490  |
| 14. | HP BTP-Auber 93              | França        | 1457  |
| 15. | Kolss Cycling Team           | Ucraïna       | 1392  |
| 16. | W52-FC Porto                 | Portugal      | 1331  |
| 17. | Caja Rural-Seguros RGA       | Espanya       | 1264  |
| 18. | Joker Icopal                 | Noruega       | 1075  |
| 19. | Sangemini-MG.Kvis            | Itàlia        | 1038  |
| 20. | Elkov-Author                 | Txèquia       | 1027  |

| #   | País          | Punts |
| 1.  | França        | 5802  |
| 2.  | Itàlia        | 5676  |
| 3.  | Bèlgica       | 5172  |
| 4.  | Espanya       | 3718  |
| 5.  | Països Baixos | 3498  |
| 6.  | Alemanya      | 3134  |
| 7.  | Noruega       | 3085  |
| 8.  | Dinamarca     | 2330  |
| 9.  | Regne Unit    | 2280  |
| 10. | Suïssa        | 2148  |

| #   | País          | Punts |
| 1.  | França        | 2164  |
| 2.  | Dinamarca     | 1617  |
| 3.  | Bèlgica       | 1349  |
| 4.  | Països Baixos | 1257  |
| 5.  | Regne Unit    | 840   |
| 6.  | Itàlia        | 682   |
| 7.  | Rússia        | 679   |
| 8.  | Noruega       | 634   |
| 9.  | Espanya       | 570   |
| 10. | Polònia       | 466   |